# Lignières-de-Touraine
Lignières-de-Touraine – miejscowość i gmina we Francji, w Regionie Centralnym, w departamencie Indre i Loara.
Według danych na rok 1990 gminę zamieszkiwały 974 osoby, a gęstość zaludnienia wynosiła 97 osób/km² (wśród 1842 gmin Regionu Centralnego Lignières-de-Touraine plasuje się na 409. miejscu pod względem liczby ludności, natomiast pod względem powierzchni na miejscu 1145.).